# Acraea stictica
Acraea stictica is een vlinder uit de familie van de Nymphalidae. De wetenschappelijke naam van de soort is voor het eerst geldig gepubliceerd in 1847 door Jean Baptiste Boisduval.